# Ziertheim
Ziertheim är en kommun och ort i Landkreis Dillingen an der Donau i Regierungsbezirk Schwaben i förbundslandet Bayern i Tyskland.
Kommunen ingår i kommunalförbundet Wittislingen tillsammans med köpingen Wittislingen och kommunen Mödingen.